# Un trecător în ploaie
Un trecător în ploaie (titlul original: în franceză Le passager de la pluie) este un film polițist franco-italian, realizat în 1970 de regizorul René Clément, după un scenariu original de Sébastien Japrisot, protagoniști fiind actorii Marlène Jobert, Charles Bronson, Annie Cordy, Jill Ireland. 

## Distribuție
- Marlène Jobert – Mélancolie Mau
- Charles Bronson – Harry Dobbs
- Annie Cordy – Juliette
- Jill Ireland – Nicole
- Ellen Bahl – Madeleine Legauff
- Steve Eckhardt – ofițerul american
- Jean Gaven – inspectorul Toussaint
- Marika Green – hangița la Tania
- Corinne Marchand – Tania
- Marc Mazza – pasagerul McGuffin
- Marcel Pérès – patronul de la stație
- Jean Piat – M. Armand
- Gabriele Tinti – Tony Mau

## Melodii din film
- Cântecul din film Le passager de la pluie (text de Sébastien Japrisot, muzica de Francis Lai) este interpretată de Séverine

## Premii și nominalizări
- 1970 – Premiile Globul de Aur
  - Premiul Globul de Aur pentru cel mai bun film într-o limbă străină